# Japan Football League 2005
Die Japan Football League 2005 war die siebte Spielzeit der japanischen Japan Football League. An ihr nahmen sechzehn Vereine teil. Die Saison begann am 27. März und endete am 4. Dezember 2005.
Ehime FC gewann die Meisterschaft und stieg in die J. League Division 2 2006 auf. Aufgrund der für die folgende Saison vorgesehenen Erweiterung auf achtzehn Vereine gab es keine sportlichen Absteiger.

## Modus
Die Vereine trugen ein einfaches Doppelrundenturnier aus. Für einen Sieg gab es drei Punkte; bei einem Unentschieden erhielt jede Mannschaft einen Zähler. Die Tabelle einer jeden Halbserie wurde also nach den folgenden Kriterien erstellt:
1. Anzahl der erzielten Punkte
2. Tordifferenz
3. Erzielte Tore
4. Ergebnisse der Spiele untereinander
5. Entscheidungsspiel oder Münzwurf

Für den Aufstieg in die J. League Division 2 2006 kamen nur Vereine in Frage, die sportliche und wirtschaftliche Kriterien erfüllten und einer finalen Überprüfung durch die J. League standhielten. Ein Abstieg in die Regionalligen war aufgrund der Erweiterung des Teilnehmerfeldes auf achtzehn Mannschaften zur kommenden Saison nicht vorgesehen.

## Teilnehmer
Insgesamt nahmen sechzehn Mannschaften an der Saison teil. Nicht mehr dabei waren der Meister der Vorsaison, Ōtsuka Pharmaceuticals SC, sowie der Drittplatzierte Thespa Kusatsu, die beide in die J. League Division 2 2005 aufstiegen. Zudem wurde der Tabellenvorletzte Kokushikan University FC aufgrund eines Unsittlichkeitsskandals, der einen Großteil der Spieler betraf, einen Spieltag vor Ende der Saison von der weiteren Teilnahme an der Spielklasse ausgeschlossen.
Als Ersatz für die ausgeschiedenen Vereine stiegen die drei besten Vereine der Regionalligen-Finalrunde 2004, Mitsubishi Motors Mizushima FC, Ryūtsū Keizai University FC und Honda Lock FC, in die Japan Football League auf.
Auch vor dieser Saison benannte sich ein Verein um; Gunma FC Horikoshi strich den Präfekturnamen aus seiner Bezeichnung und spielte in dieser Saison als FC Horikoshi.
| Verein                         | Stadt/Region        | Bemerkungen                                        |
| ------------------------------ | ------------------- | -------------------------------------------------- |
| ALO's Hokuriku                 | Toyama, Toyama      |                                                    |
| DENSO FC                       | Kariya, Aichi       |                                                    |
| Ehime FC                       | Matsuyama, Ehime    |                                                    |
| Honda FC                       | Hamamatsu, Shizuoka |                                                    |
| Honda Lock SC                  | Miyazaki, Miyazaki  | Drittplatzierter der Regionalligen-Finalrunde 2004 |
| FC Horikoshi                   | Takasaki, Gunma     |                                                    |
| Mitsubishi Motors Mizushima FC | Kurashiki, Okayama  | Gewinner der Regionalligen-Finalrunde 2004         |
| Ryūtsū Keizai University FC    | Ryūgasaki, Ibaraki  | Zweitplatzierter der Regionalligen-Finalrunde 2004 |
| Sagawa Express Ōsaka SC        | Osaka, Osaka        |                                                    |
| Sagawa Express Tōkyō SC        | Tokio               |                                                    |
| Sagawa Printing SC             | Mukō, Kyōto         |                                                    |
| Sony Sendai FC                 | Tagajō, Miyagi      |                                                    |
| Tochigi SC                     | Utsunomiya, Tochigi |                                                    |
| SC Tottori                     | Yonago, Tottori     |                                                    |
| YKK AP SC                      | Kurobe, Toyama      |                                                    |
| Yokogawa Musashino FC          | Musashino, Tokio    |                                                    |

## Statistik

### Tabelle
| Pl.                    | Verein                             | Sp. | S  | U | N  | Tore    | Diff. | Punkte |
| ---------------------- | ---------------------------------- | --- | -- | - | -- | ------- | ----- | ------ |
| 1.                     | Ehime FC                           | 30  | 21 | 3 | 6  | 054:260 | +28   | 66     |
| 2.                     | YKK AP SC                          | 30  | 20 | 4 | 6  | 063:280 | +35   | 64     |
| 3.                     | ALO's Hokuriku                     | 30  | 19 | 4 | 7  | 052:260 | +26   | 61     |
| 4.                     | Tochigi SC                         | 30  | 16 | 9 | 5  | 060:320 | +28   | 57     |
| 5.                     | Honda FC                           | 30  | 17 | 5 | 8  | 059:370 | +22   | 56     |
| 6.                     | Sagawa Express Tōkyō SC            | 30  | 16 | 4 | 10 | 055:330 | +22   | 52     |
| 7.                     | Sony Sendai FC                     | 30  | 15 | 5 | 10 | 048:370 | +11   | 50     |
| 8.                     | FC Horikoshi                       | 30  | 15 | 3 | 12 | 053:400 | +13   | 48     |
| 9.                     | Yokogawa Musashino FC              | 30  | 14 | 6 | 10 | 037:290 | +8    | 48     |
| 10.                    | Sagawa Express Ōsaka SC            | 30  | 13 | 6 | 11 | 042:360 | +6    | 45     |
| 11.                    | Sagawa Printing SC                 | 30  | 9  | 7 | 14 | 034:430 | −9    | 34     |
| 12.                    | SC Tottori                         | 30  | 9  | 6 | 15 | 040:580 | −18   | 33     |
| 13.                    | Ryūtsū Keizai University FC (N)    | 30  | 5  | 7 | 18 | 039:790 | −40   | 22     |
| 14.                    | DENSO SC                           | 30  | 4  | 7 | 19 | 033:630 | −30   | 19     |
| 15.                    | Honda Lock SC (N)                  | 30  | 3  | 6 | 21 | 038:790 | −41   | 15     |
| 16.                    | Mitsubishi Motors Mizushima FC (N) | 30  | 2  | 2 | 26 | 024:850 | −61   | 08     |
| Stand: Ende der Saison |                                    |     |    |   |    |         |       |        |

| (N) | Aufsteiger aus der Regionalliga 2004: Mitsubishi Motors Mizushima FC, Ryūtsū Keizai University FC, Honda Lock SC |